# Krasne (rejon tywriwski)
Krasne (ukr. Красне) – wieś (niegdyś miasteczko) na Ukrainie w rejonie winnickim obwodu winnickiego. Miejsce bitwy pod Krasnem 1651 roku.
Pod rozbiorami siedziba gminy Krasne w powiecie jampolskim guberni podolskiej.

## Zabytki
- zamek obronny, w posiadaniu Kalinowskich, Zamoyskich, Lubomirskich.
- dwór[1].